# Maurice Marchand
Pour les articles homonymes, voir Marchand.
Maurice Marchand (né Maurice-Emmanuel-Joseph Marchand à Guingamp le 19 août 1893 et mort à Brest le 7 février 1941) est brancardier durant la Première Guerre mondiale. Gazé, il revient à Brest et devient artiste peintre décorateur.
De 1918 à 1937, il écrit cinq pièces de théâtre, des opérettes satiriques sur la vie locale, dont trois qui connaissent un certain succès : Oh ! Ys ! (1924), Cent Blagues ! (1925), Princesse Caméra (1926) comme le montrent les critiques de presse. Les deux autres, La dame en noir (1918) et Vieux Potard que j’aimais (1937), n'ont pas été jouées.
Travaillant au théâtre municipal de Brest dès 1921 comme concierge et chef-machiniste, il crée de nombreux décors, devient éclairagiste, metteur en scène. Il devient "l'homme à tout faire" du théâtre brestois.
Il interprète plusieurs rôles, entouré de ses amis comédiens des « Amis des Arts » et les « Comédiens brestois ». Il est également conférencier, critique, chanteur. 
En 1940, le théâtre municipal de Brest est réquisitionné par l’armée allemande. Affaibli auparavant par son gazage pendant la première guerre, il n'accepte pas cette situation et disparaît début 1941.

## Galerie photos

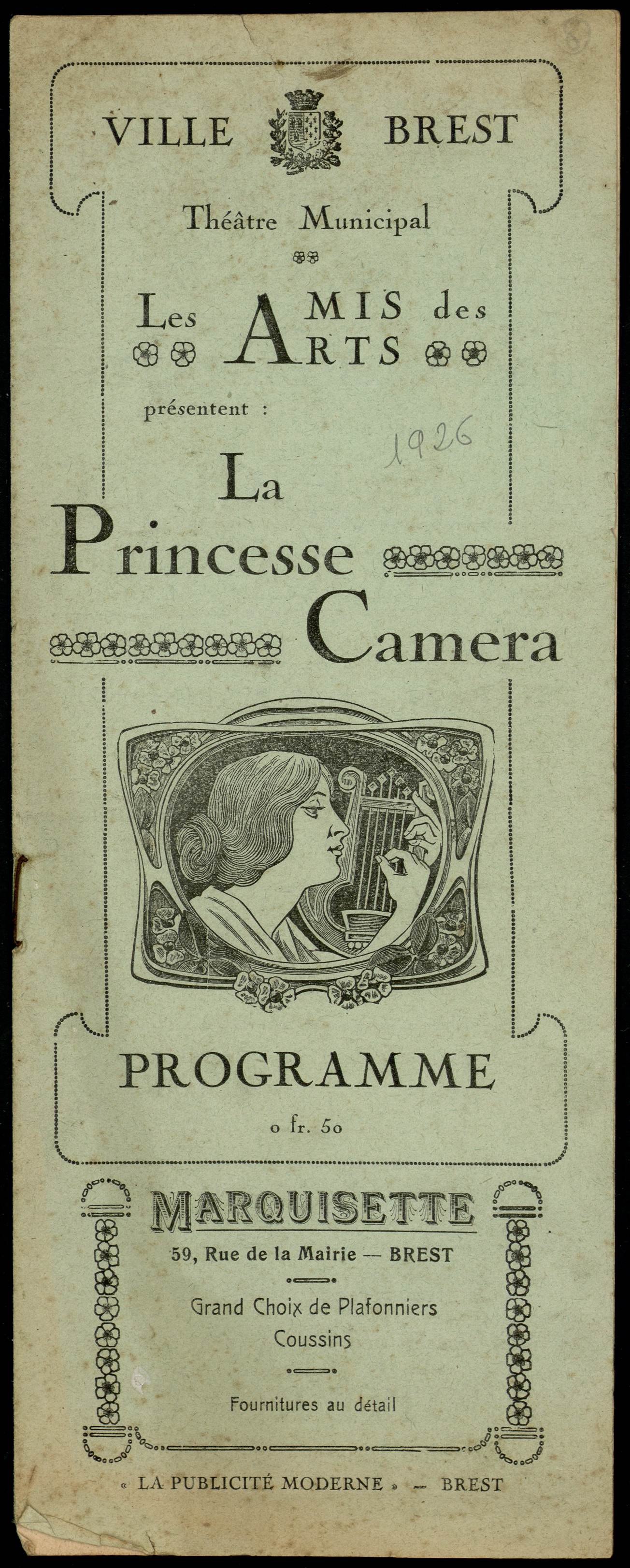
Programme de l'opérette "Princesse Caméra".
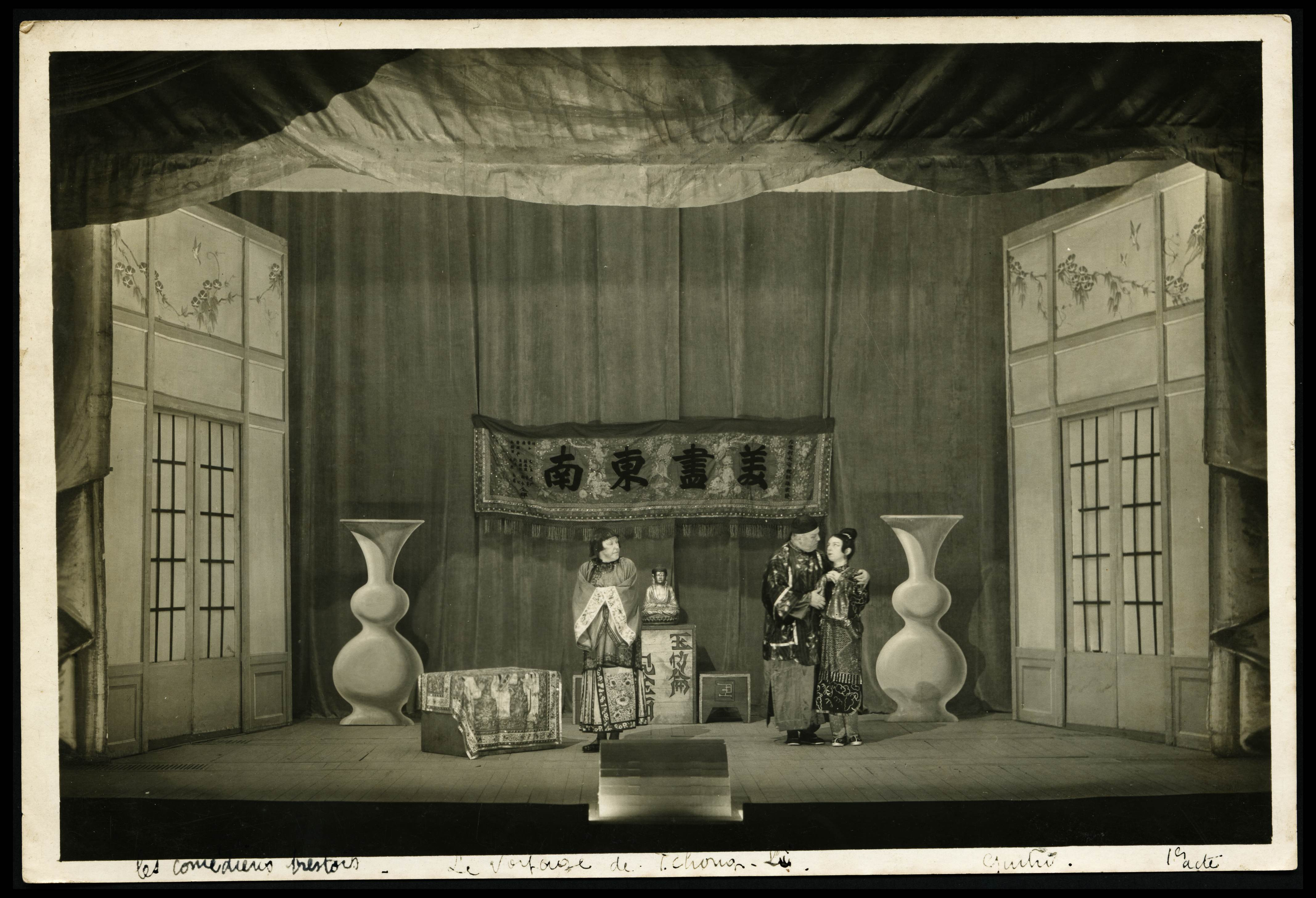
Photo d'une représentation du "Voyage de Tchong Li" à Brest.
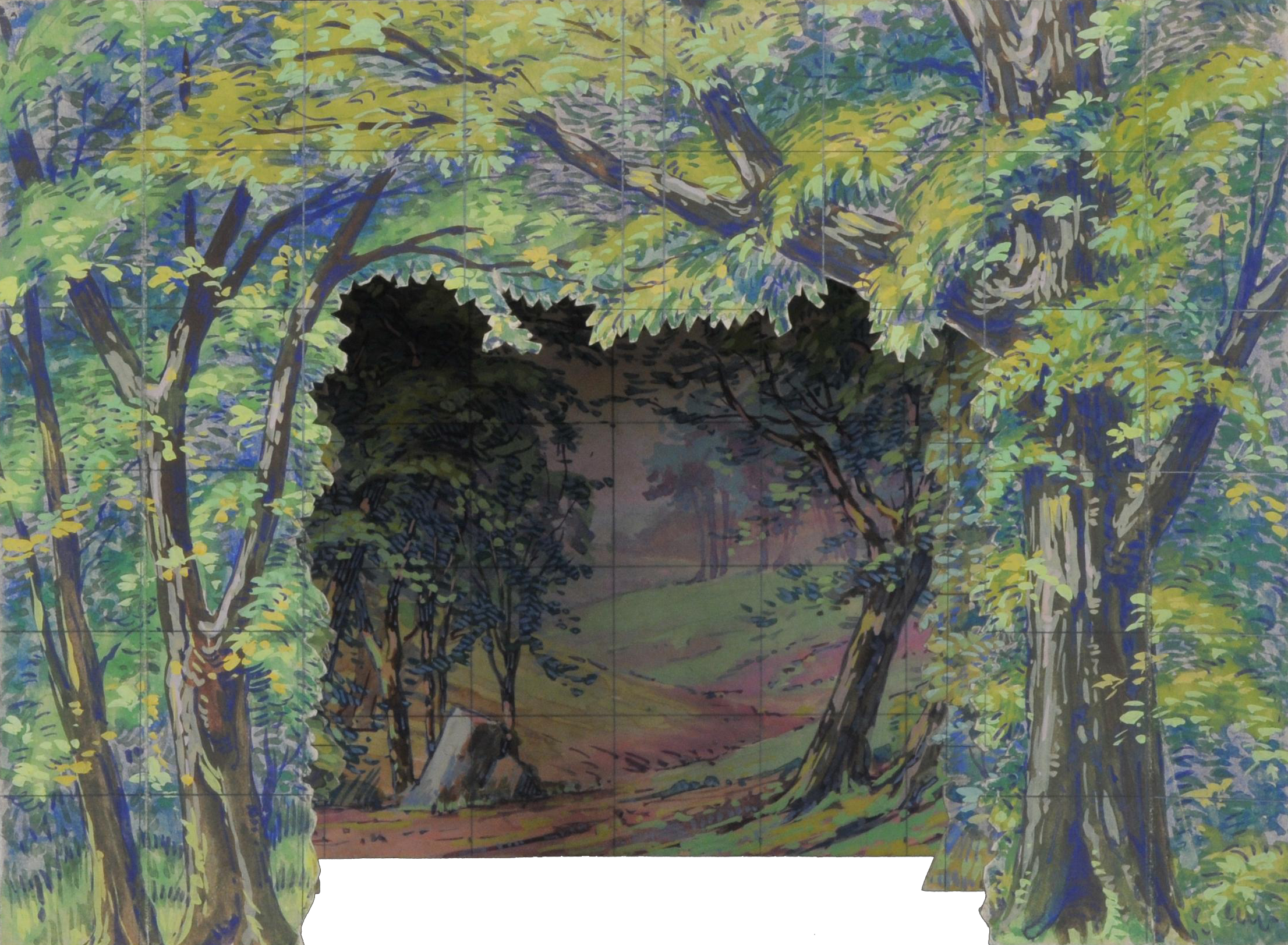
Maquette de décor de forêt fabriquée par Maurice Marchand.
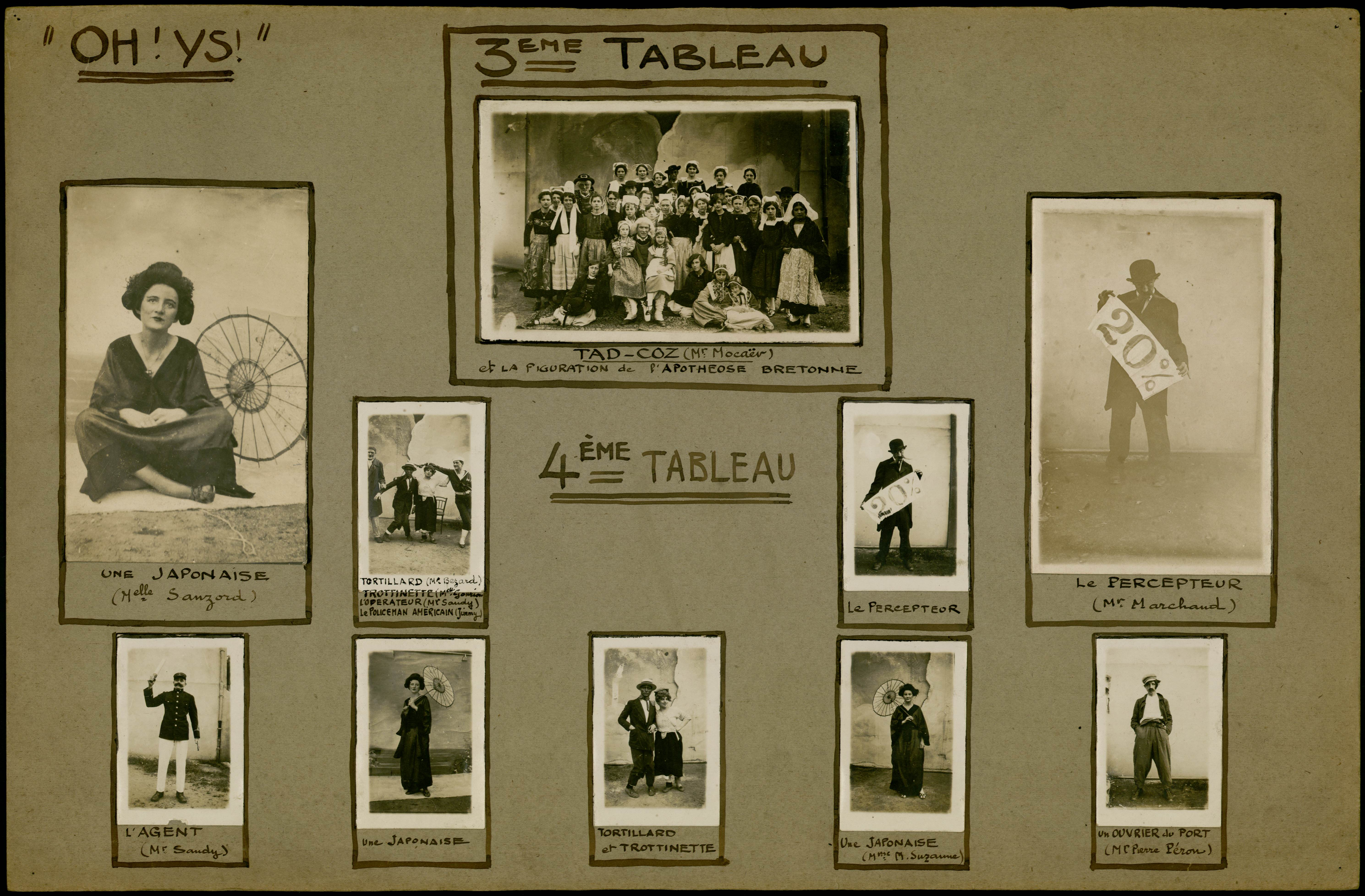
Planche photo des acteurs des 3e et 4e actes de l'opérette "Oh Ys".
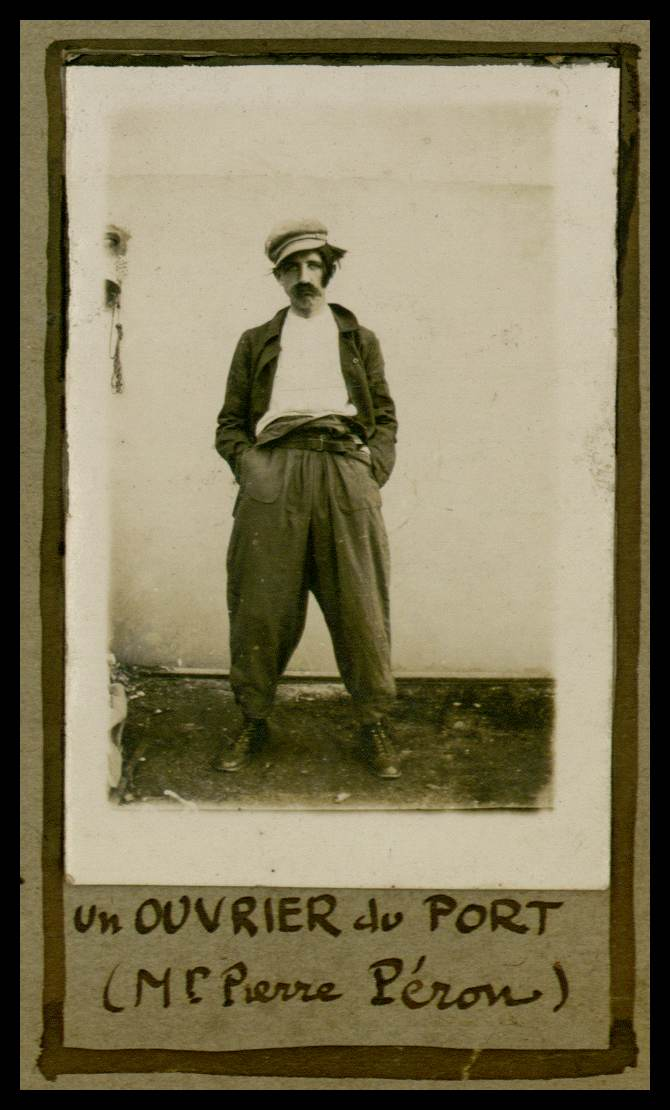
Photo de Pierre Péron, acteur  l'opérette "Oh Ys".